# Florence Rita Arrey
Florence Rita Arrey née le 18 mai 1948, est une avocate, juriste et juge camerounaise, membre du Conseil Constitutionnel du Cameroun. Elle est depuis février 2018, la première et seule femme membre du Conseil Constitutionnel du Cameroun.

## Biographie

### Jeunesse et études
Après des études secondaires au Queen of the Rosary Collège à Okoyong-Mamfé et au CCAST de Bambili, elle quitte le Cameroun pour le Nigeria et où elle obtient une licence en droit à l’université de Lagos. Elle rejoint ensuite l’Institut supérieur d’études juridiques de l’Université de Londres où elle obtient un diplôme de rédaction juridique et un certificat en droit international.
Elle retourne ensuite au Cameroun et rejoint l’École nationale d’administration et de magistrature (ENAM) de Yaoundé où elle obtient son diplôme de magistrat et rejoint la magistrature en 1974.

### Carrière
De 1974 à 1990, Florence Rita Arrey est la première femme procureur au tribunal de première instance du Cameroun.  Présidente du tribunal de première instance à Tiko, elle devient plus tard avocate générale de la  Cour d'appel, ensuite Vice-présidente de la Cour d'appel  puis juge à la Haute Cour. En 1990, elle est nommée Présidente à la Cour d’appel. En 2000, elle est  juge à la Cour suprême.
En 2003, elle est élue membre du Tribunal pénal international pour le Rwanda (TPIR) avec rang de sous-secrétaire général par l'Assemblée générale des Nations unies. Elle devient alors le premier juge de nationalité camerounaise élue à ce niveau. En 2001, elle est élue Juge du Mécanisme des Nations unies pour les Tribunaux pénaux internationaux. 
De 2014 jusqu'à sa nomination à la cour constitutionnelle en 2018, elle occupe le poste directrice des professions judiciaires, relevant du ministère de la Justice du Cameroun.

### Conseil Constitutionnel
Elle est nommée membre du Conseil Constitutionnel du Cameroun pour une durée de six ans par décret présidentiel le 7 février 2018. Elle est la seule femme parmi les onze membres du Conseil Constitutionnel nommés au sein de cette institution. 

### Vie associative
Florence Rita est la présidente de la section camerounaise de l’association internationale des femmes juges. Elle est aussi membre de plusieurs autres associations internationales de juristes parmi lesquelles l’association des magistrats et des juges du Commonwealth et l’association pour la réforme du droit pénal.